# Axfryle
Axfryle (Luzula spicata) är en gräslik växt som blir upp till två decimeter hög och blommar från juni till augusti.